# Bembidion properans
Bembidion properans (лат.) — вид жужелиц из подсемейства Trechinae. Голарктика.

## Описание
Жуки мелких размеров, длина которых 3,5—4,2 мм. Верхняя поверхность блестяще-чёрная с бронзовым или латунным блеском, надкрылья без пятен. Переднеспинка и надкрылья без выраженной микроскульптуры; последний максиллярный членик рудиментарный, значительно короче третьего членика; лобные борозды прямые; бока переднеспинки с короткой, но заметно глубокой выемкой впереди заднего угла; седьмая бороздка надкрылий отчетливая в базальной половине, представлена точками столь же или почти такими же крупными, как и борозда 6; надкрылья с угловатым латеральным краем на уровне плечевой кости и вытянуты медиально. Этот вид является синантропным, и взрослые особи встречаются на лугах, опушках полей, лугах и в садах, пустырях и возделываемых полях. Ведёт преимущественно ночной образ жизни, хотя иногда активен и при ярком солнечном свете. Взрослые особи обладают способностью летать и считаются быстрыми бегунами. Исходный ареал включает Палеарктику (Европа, Азия). В последние годы отмечается в Северной Америке (Канада, США).